# کوانهاما
کوانهاما (به لاتین: Cuanhama) یک منطقهٔ مسکونی در آنگولا است که در استان کونه‌نه واقع شده‌است. کوانهاما ۲۰٬۲۵۵ کیلومتر مربع مساحت و ۳۷۴٬۵۲۹ نفر جمعیت دارد.